# Joachim de Hohenzollern-Hohenzollern
Joachim de Hohenzollern (21 juin 1554 à Sigmaringen - 7 juillet 1587 à Cölln) est un membre de la Maison de Hohenzollern.

## Biographie
Joachim est le quatrième fils survivant du comte Charles Ier de Hohenzollern (1516-1576) de son mariage avec Anne (1512-1579), la fille d'Ernest de Bade-Durlach.
Comme le fils le plus jeune, il est destiné à une carrière dans le clergé, comme Chanoine. Afin d'éviter cela, Joachim se convertit au Luthéranisme. Il est le seul membre de la branche de la Maison de Hohenzollern à le faire. Il se détache de ses parents catholiques et part à la cour protestante de l'Électeur de Brandebourg à Berlin.
Joachim est mort le 7 juillet 1587, et est enterré dans la Cathédrale de Berlin.

## Mariage et descendance
Le 6 juillet 1578 à Lohra, il épouse Anne (d. 1620), la fille du comte Volkmar Loup de Hohnstein. Ils ont un fils:
- Jean-Georges (1580-1622), comte de Hohenzollern, seigneur de Königsberg-Kynau, marié:
  1. en 1606 à la baronne Éléonore de Promnitz (1576-1611)
  2. en 1613, la baronne Catherine Berka de Duba et Leipa (d. 1633)